# Prix Roquépine
Pour les articles homonymes, voir Roquépine (homonymie).
Le Prix Roquépine est une course hippique de trot attelé se déroulant fin janvier ou début février sur l'hippodrome de Vincennes.
C'est une course de Groupe II réservée aux pouliches de 3 ans ayant gagné au moins 3 000 €. Son équivalent pour les poulains est le Prix Paul-Viel.
Elle se court sur la distance de 2 700 mètres (grande piste), départ volté. L'allocation s'élève à 150 000 € dont 67 500 € pour le vainqueur.
Honorant Roquépine, l'une des quatre juments les plus populaires du trot français avec Uranie, Gélinotte et Une de Mai, l'épreuve est créée en 1992, dédoublant le Prix Paul Viel, créé l'année précédente et devenant alors réservé aux mâles.

## Palmarès
| Année | Vainqueur          | Père             | Driver                | Entraîneur            | Distance | Réd.km |
| ----- | ------------------ | ---------------- | --------------------- | --------------------- | -------- | ------ |
| 2025  | Magic America      | Love You         | Éric Raffin           | Sébastien Guarato     | 2 700 m  | 1'14"9 |
| 2024  | Louisiane de Bomo  | Ready Cash       | Benjamin Rochard      | William Bigeon        | 2 700 m  | 1'14"8 |
| 2023  | Kana de Beylev     | Express Jet      | Benjamin Rochard      | William Bigeon        | 2 700 m  | 1'14"7 |
| 2022  | Jazzy Perrine      | Django Riff      | Éric Raffin           | Tomas Malmqvist       | 2 700 m  | 1'15"4 |
| 2021  | Inoubliable        | Prodigious       | Jean-Philippe Dubois  | Philippe Moulin       | 2 175 m  | 1'13'7 |
| 2020  | Havana d'Aurcy     | Royal Dream      | Jean-Michel Bazire    | Jean-Michel Bazire    | 2 175 m  | 1'13"2 |
| 2019  | Green Grass        | Bold Eagle       | Gabriele Gelormini    | Sébastien Guarato     | 2 175 m  | 1'14"5 |
| 2018  | Fanina des Racques | Ready Cash       | Jean-Philippe Monclin | Alexandre Buisson     | 2 175 m  | 1'15"3 |
| 2017  | Éléa Madrik        | Goetmals Wood    | William Bigeon        | William Bigeon        | 2 175 m  | 1'12"7 |
| 2016  | Démonia Roma       | Password         | Jean-Philippe Monclin | Philippe Allaire      | 2 175 m  | 1'15"4 |
| 2015  | Ciperla Mag        | Quaker Jet       | Jean-Michel Bazire    | Bruno Bourgoin        | 2 175 m  | 1'14"7 |
| 2014  | Bambina Magic      | Nuage de Lait    | Franck Nivard         | Dominique Lematayer   | 2 175 m  | 1'14"7 |
| 2013  | Alizéa du Kastel   | Quaker Jet       | Emmanuel Allard       | Emmanuel Allard       | 2 175 m  | 1'15"3 |
| 2012  | Vanika du Ruel     | Jardy            | Franck Anne           | Franck Anne           | 2 175 m  | 1'15"3 |
| 2011  | Une Lady en Or     | Kaisy Dream      | Pierre Levesque       | Pierre Levesque       | 2 175 m  | 1'15"2 |
| 2010  | Texas Style        | Goetmals Wood    | Louis Baudron         | Louis Baudron         | 2 175 m  | 1'14"5 |
| 2009  | Situtunga          | Jam Pridem       | Franck Nivard         | Thierry Duvaldestin   | 2 175 m  | 1'15"  |
| 2008  | Return Money       | Corot            | Franck Nivard         | Thierry Duvaldestin   | 2 175 m  | 1'14"7 |
| 2007  | Qualita Bourbon    | Love You         | Jean-Pierre Dubois    | Jean-Pierre Dubois    | 2 175 m  | 1'14"9 |
| 2006  | Pearl Queen        | Carpe Diem       | Thierry Duvaldestin   | Thierry Duvaldestin   | 2 175 m  | 1'15"  |
| 2005  | Odessa du Vivier   | Goetmals Wood    | Pierre Levesque       | Jean-Yves Lecuyer     | 2 175 m  | 1'15"7 |
| 2004  | Noora de l'Iton    | Workaholic       | Thierry Duvaldestin   | Thierry Duvaldestin   | 2 175 m  | 1'15"4 |
| 2003  | Miska des Rondes   | Extrême Aunou    | Jean-Michel Bazire    | Fabrice Souloy        | 2 175 m  | 1'16"2 |
| 2002  | Liberté            | Buvetier d'Aunou | Jos Verbeeck          | Michel Donio          | 2 175 m  | 1'16"1 |
| 2001  | Kelle Île          | Don Paulo        | Franck Anne           | Franck Anne           | 2 175 m  | 1'15"7 |
| 2000  | Jolie d'Espalion   | Sébrazac         | Dominik Locqueneux    | Jacques Provost       | 2 175 m  | 1'16"7 |
| 1999  | Island Dream       | Coktail Jet      | Jean-Pierre Dubois    | Jean-Pierre Dubois    | 2 175 m  | 1'16"3 |
| 1998  | Harlotta           | And Arifant      | Jean-Étienne Dubois   | Jean-Étienne Dubois   | 2 175 m  | 1'20"3 |
| 1997  | Gipsa d'Urzy       | Workaholic       | Jean-Michel Bazire    | Pierre-Désiré Allaire | 2 175 m  | 1'16"6 |
| 1996  | Fourmi de Chenu    | Hurgo            | Guy Verva             | Philippe Verva        | 2 175 m  | 1'19"4 |
| 1995  | Élise Pont Vautier | Orfeu Negro      | Patrice Lebouteiller  | Patrice Lebouteiller  | 2 175 m  | 1'18"9 |
| 1994  | Dira               | Minou du Donjon  | Jos Verbeeck          | Jean-Claude Rivault   | 2 175 m  | 1'18"3 |
| 1993  | Classe de Tillard  | Workaholic       | Jean-Claude Hallais   | Jean-Claude Hallais   | 2 175 m  | 1'19"1 |
| 1992  | Bambina            | Quioco           | Jean-Pierre Dubois    | Jean-Pierre Dubois    | 2 175 m  | 1'18"3 |